# 1977 (Ash)
1977 è il secondo album della band nordirlandese Ash.

## Tracce
1. Lose control
2. Goldfinger
3. Girl from Mars
4. I'd give you anything
5. Gone the dream
6. Kung Fu
7. Oh Yeah
8. Let it flow
9. Innocent smile
10. Angel Interceptor
11. Lost in you
12. Darkside lightside – contiene la hidden track Sick Party

## Formazione
- Tim Wheeler - voce, chitarra
- Mark Hamilton - basso
- Rick McMurray - batteria